# Чезаре да Сесто
Чезаре да Сесто (итал. Cesare da Sesto; 1477, Сесто-Календе, Варесе — 27 июля 1523, Милан, Ломбардия) — итальянский живописец эпохи Высокого Возрождения ломбардской школы, леонардеск — ученик Леонардо да Винчи в Милане.

## Биография
Чезаре получил прозвание «да Сесто» по городку Сесто-Календе в провинции Варесе, откуда он был родом. Ничего не известно о его обучении и первых годах деятельности, которые, как предполагается, он провёл в Милане в кругу Леонардо да Винчи.

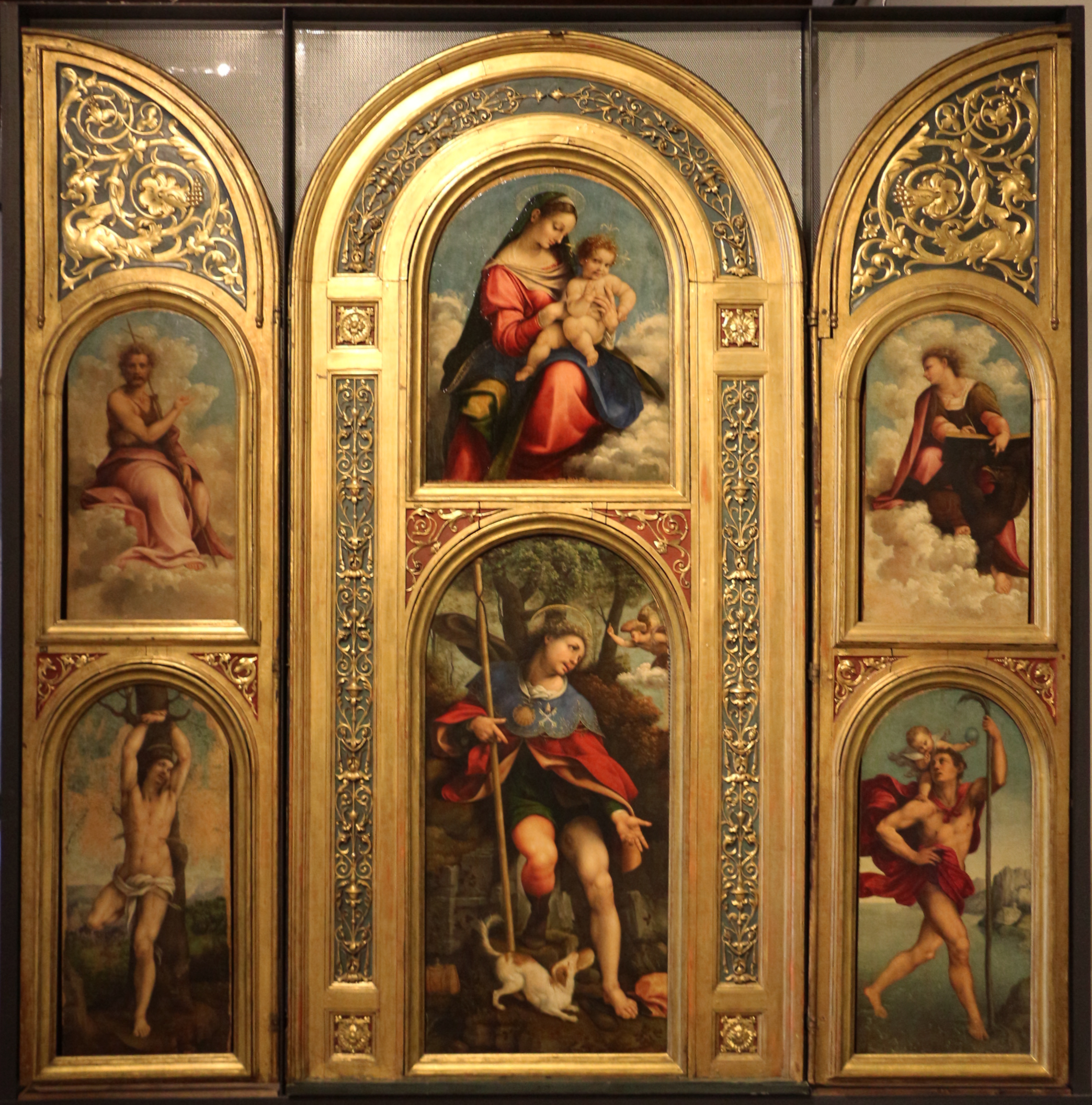
«Полиптих Сан-Рокко». 1523. Дерево, масло. Кастелло Сфорцеско, Милан

Возможно, он был учеником или подмастерьем у Бальдассаре Перуцци в Риме в 1505 году. Его авторству относят тимпаны в соборе Св. Онуфрия (Sant’Onofrio) и некоторые росписи в окрестностях Рима. Первые документы о нём с платежами за позднее утраченные росписи в Ватиканском дворце по заказу папы Юлия II датируются 1508 годом. Его первой известной работой критики считают «Мадонну с Младенцем со святым Иоанном Крестителем» (Национальный музей старого искусства, Лиссабон), которая перекликается с леонардовской «Мадонной в скалах».
В 1513 году Чезаре работал на Сицилии, в 1515 году — в Неаполе. В 1515 году он завершил монументальный полиптих для монастыря Пресвятой Троицы в Кава-де-Тиррени. В 1516 году вернулся в Милан, где создал знаменитую картину «Саломея» (итал. Salomè), приобретённую императором императором Рудольфом II (теперь она находится в Музее истории искусств в Вене).
В 1517 году в Мессине Чезаре создал одну из наиболее знаменитых своих работ — «Поклонение волхвов», — после чего в 1520 году вновь вернулся в Милан, где создал так называемый «полиптих Святого Роха» (Polittico di san Rocco), для церкви Сан-Рокко, теперь в Кастелло Сфорцеско). Благодаря своим путешествиям Чезаре да Сесто распространил стиль позднеломбардской живописи даже в отдалённых областях, таких как Южная Италия. Значительное влияние на его творчество — как и на Бернардино Луини и Марко д’Оджоно — оказал Леонардо да Винчи, что отчётливо просматривается в картине Чезаре «Мадонна с Младенцем и ягнёнком». Позднее, в Южной Италии, он создал сложный и вычурный стиль, в котором соединились рафаэлевский классицизм и наиболее характерные элементы раннего маньеризма.
В Санкт-Петербургском Эрмитаже имеется одна картина Чезаре да Сесто, написанная одновременно в подражание и Леонардо и Рафаэлю: «Святое семейство со Святой Екатериной».

## Галерея

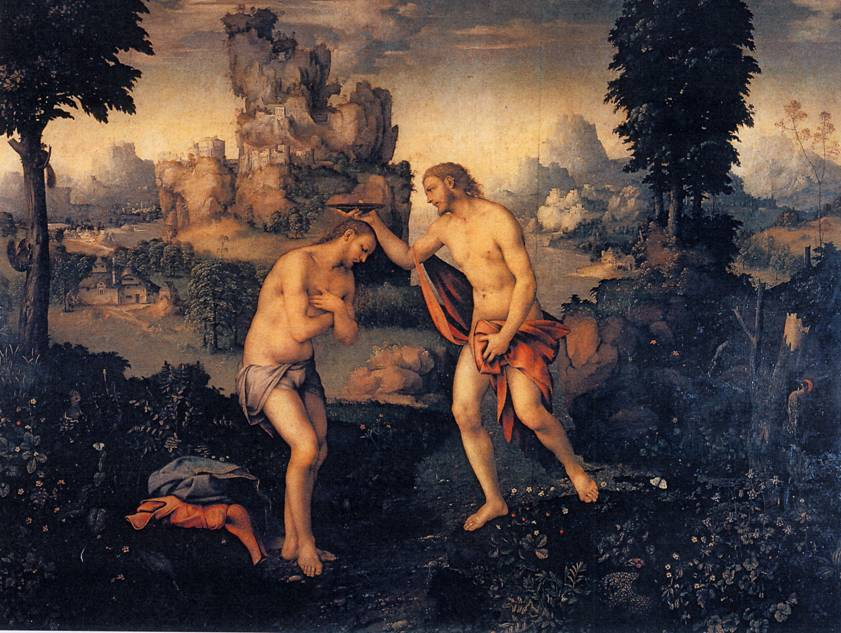
Крещение Христа. Частное собрание, Милан
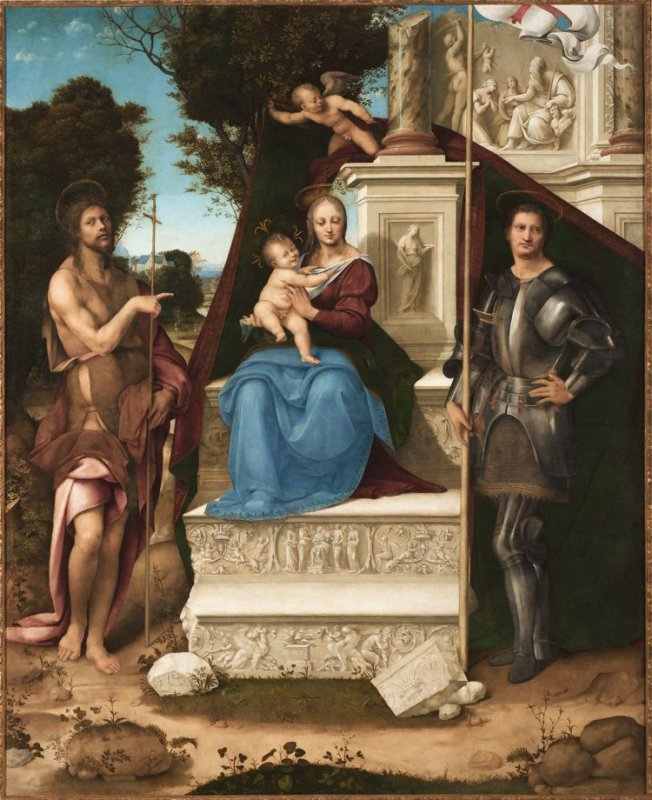
Мадонна с Младенцем, святыми Иоанном Крестителем и Георгием. 1513—1515
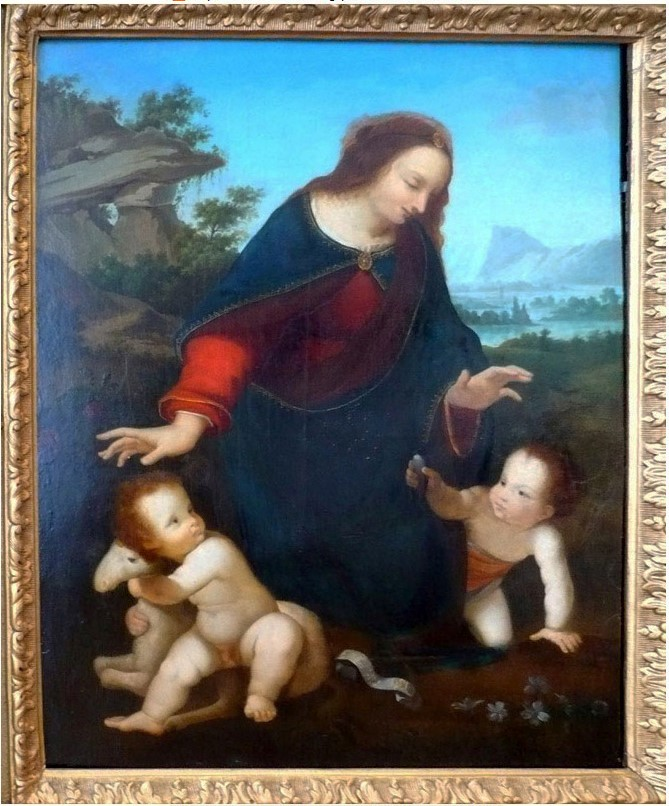
Мадонна с младенцами Иоанном Крестителем и Иисусом Христом. Шато де Флёр, Вильнёв-д'Аск, Франция
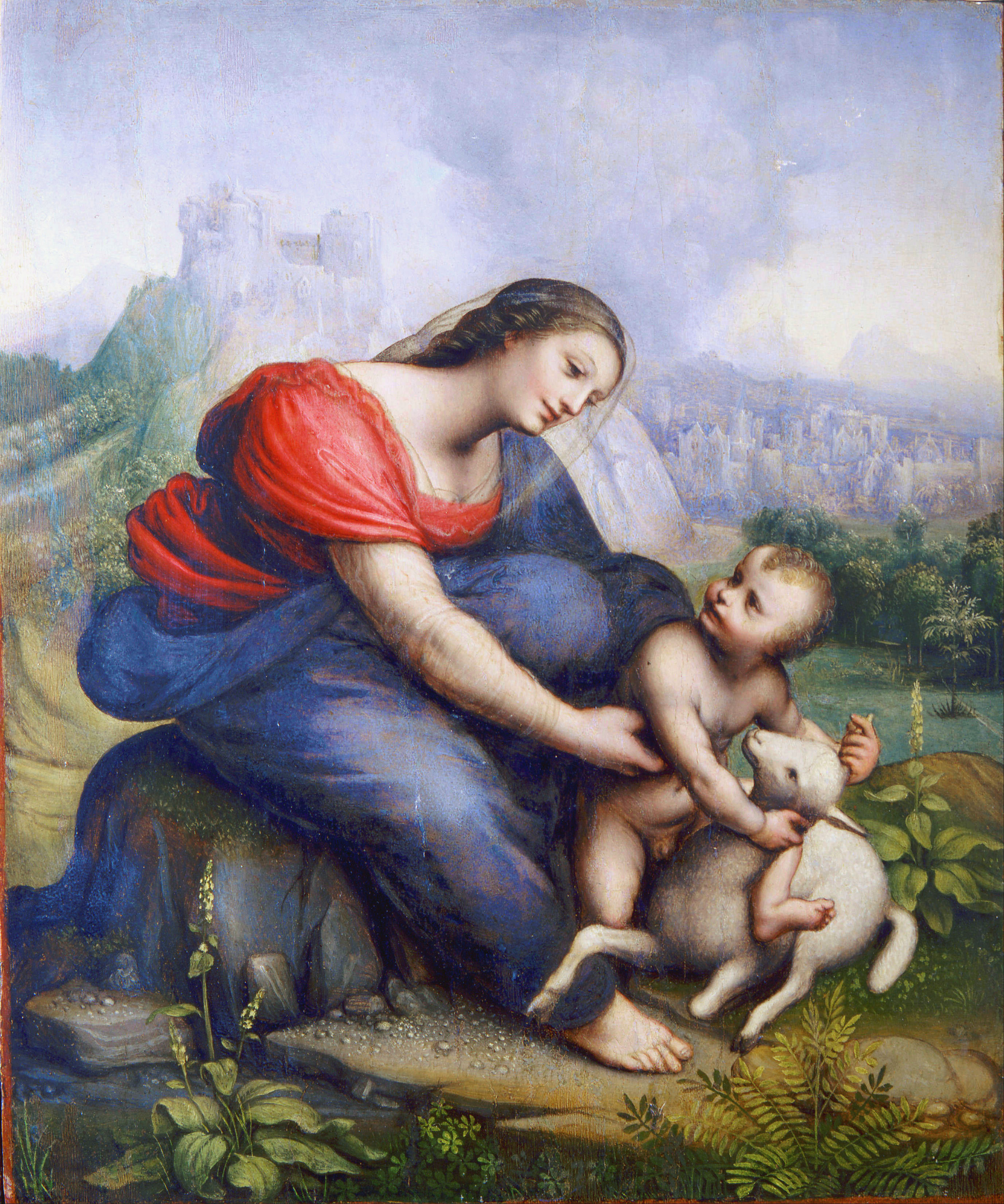
Мадонна с Младенцем и ягнёнком. 1515. Дерево, масло. Музей Польди-Пеццоли, Милан (по картине Леонардо да Винчи «Святая Анна с Мадонной и младенцем Христом»
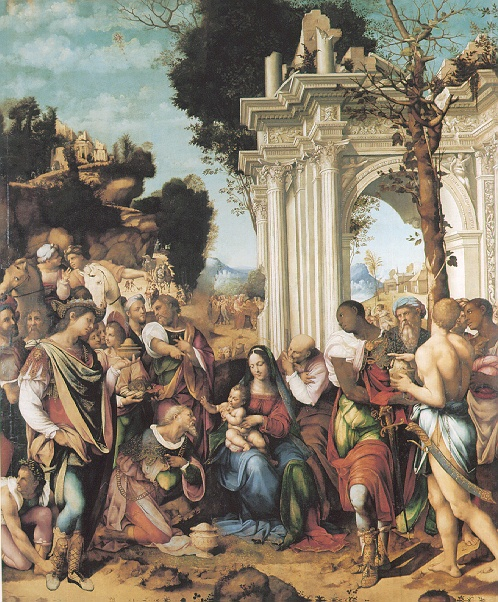
Поклонение волхвов. 1517. Холст, масло. Галерея Каподимонте, Неаполь
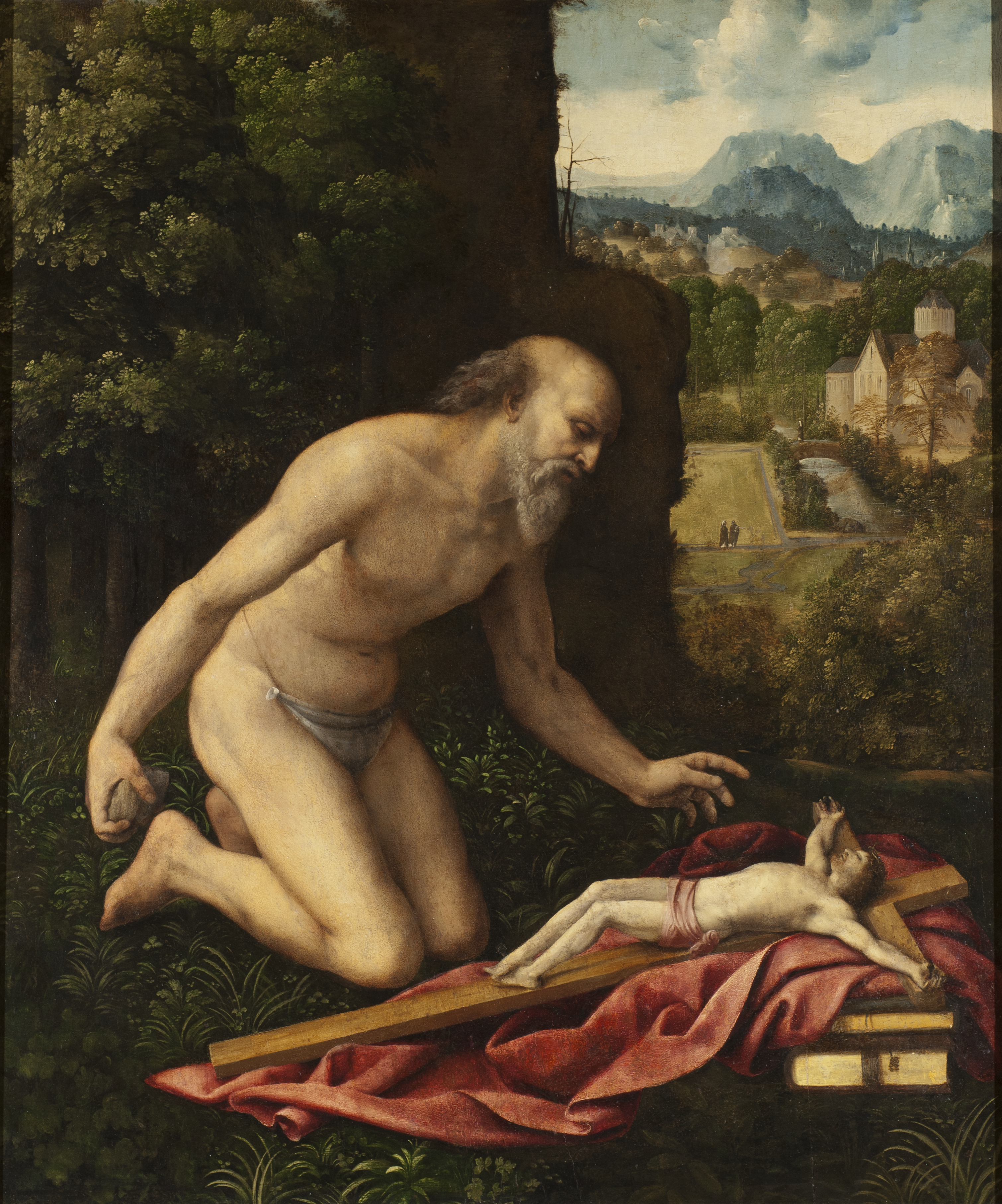
Святой Иероним. Дерево, масло. Национальный музей изобразительных искусств, Стокгольм
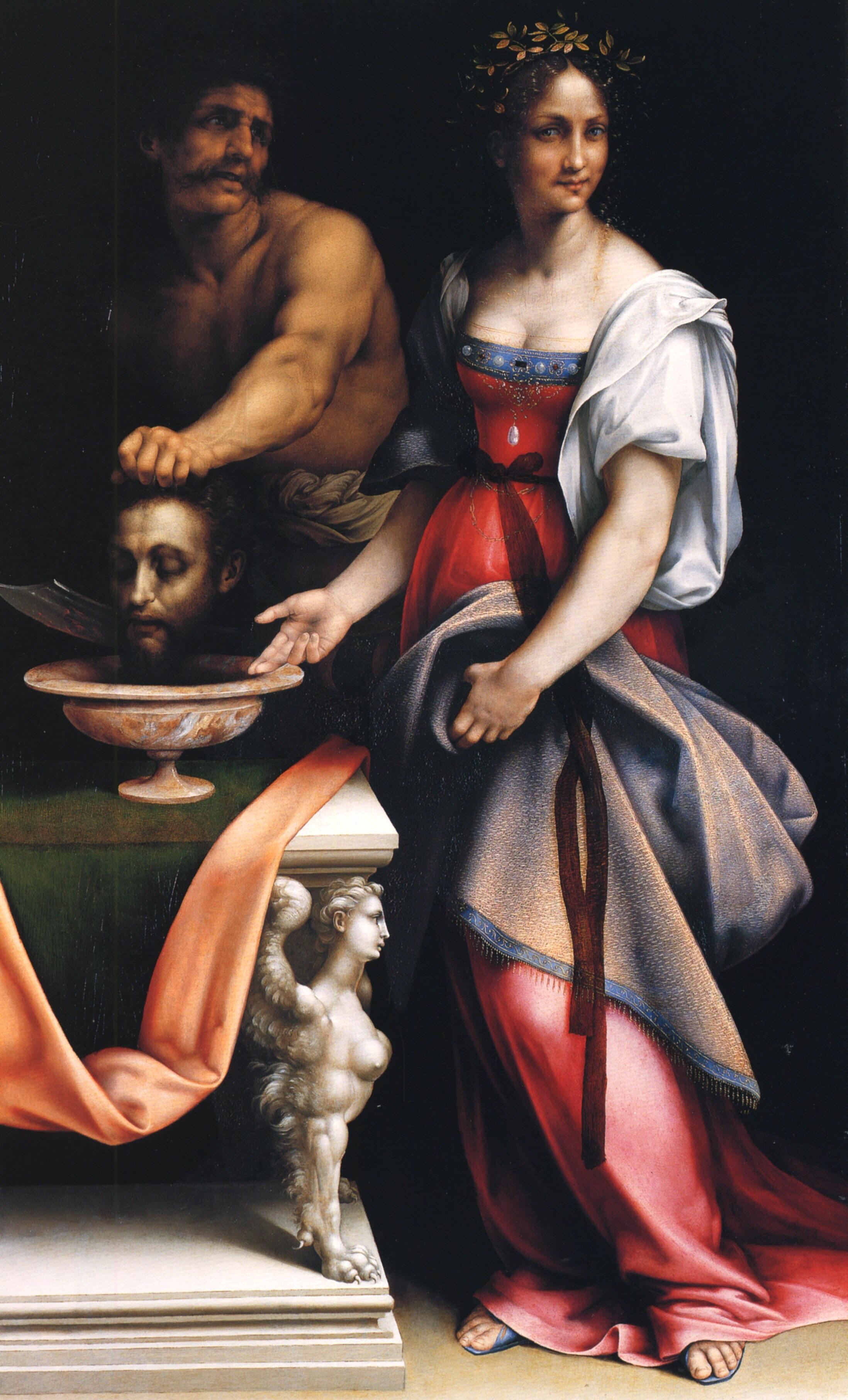
Саломея. 1510—1520. Дерево, масло. Национальная галерея, Лондон
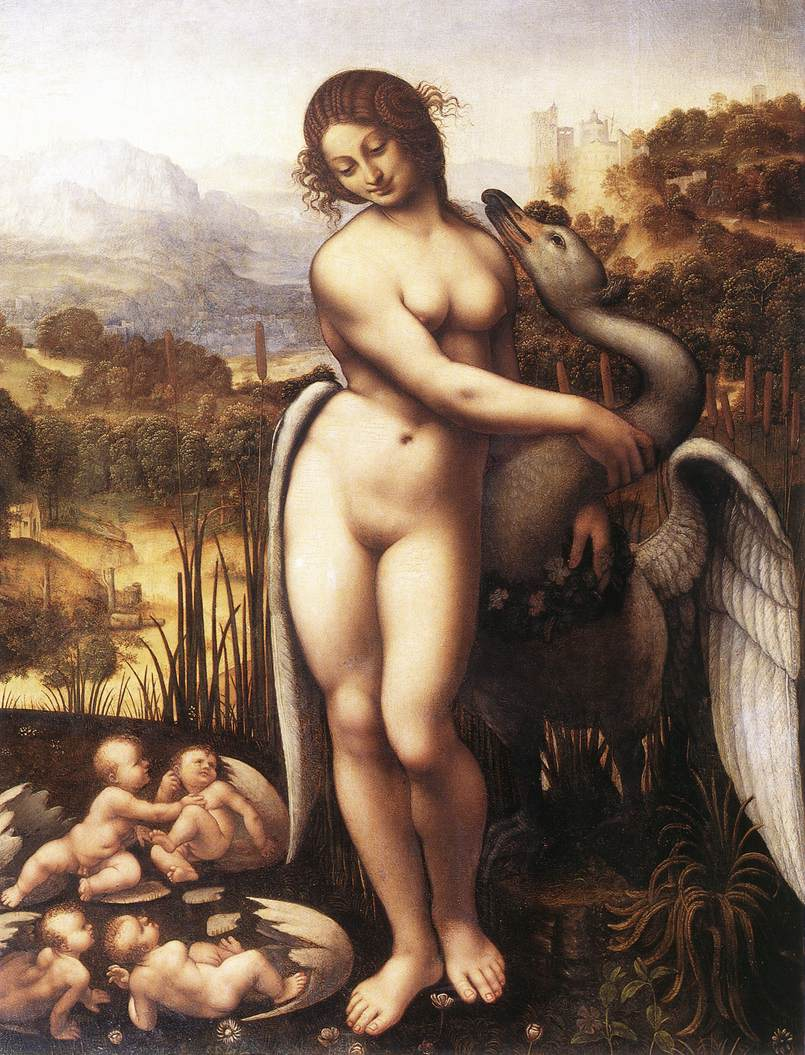
Леда и лебедь. 1505—1510 (реплика утраченной картины Леонардо да Винчи). Дерево, масло. Уилтон-хаус, Уилтшир, Юго-Западная Англия
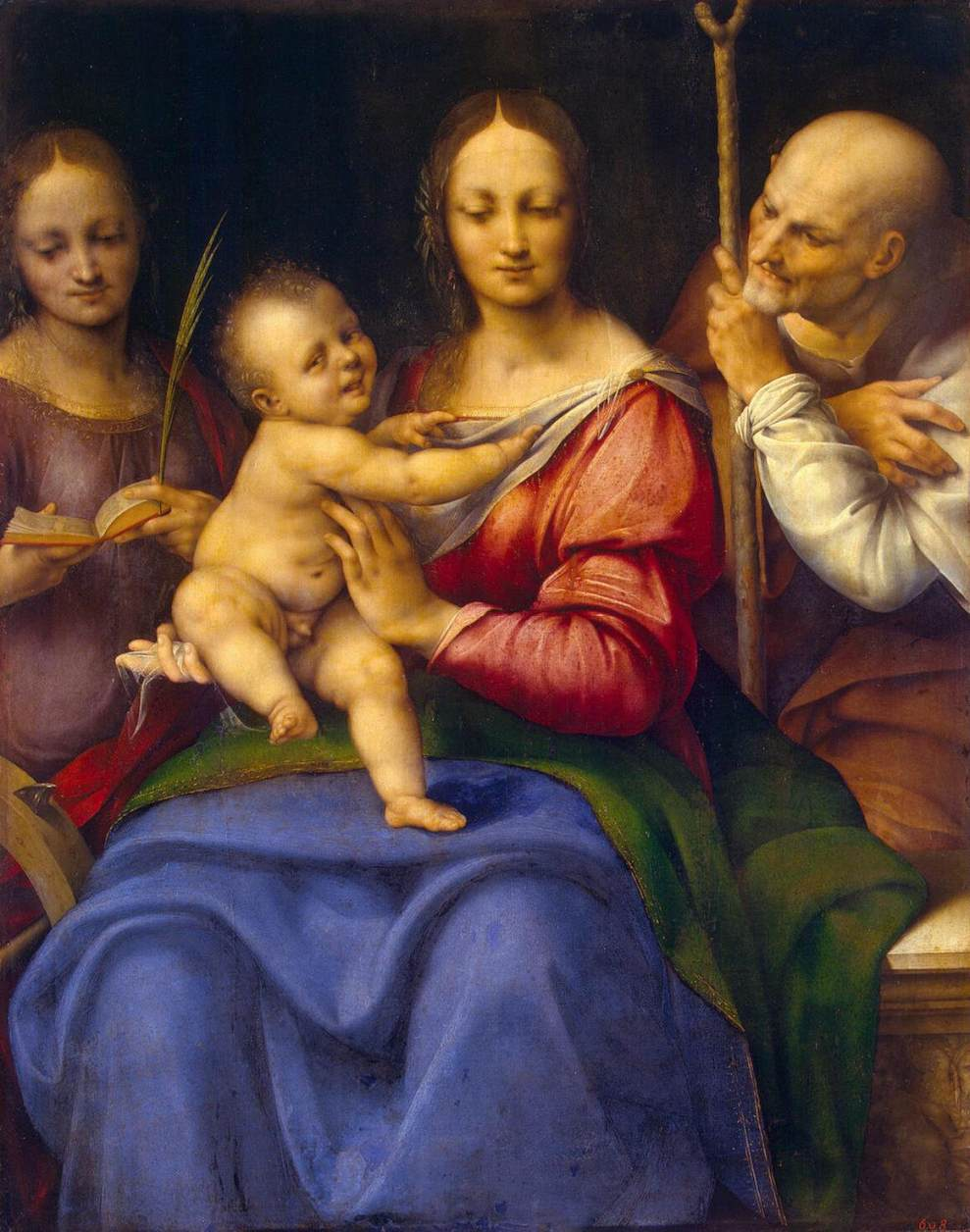
Святое семейство со Святой Екатериной. Между 1515 и 1520. Дерево, масло (переведена на холст). Государственный Эрмитаж, Санкт-Петербург